# Howell (Lincolnshire)
Howell – osada w Anglii, w hrabstwie Lincolnshire, w dystrykcie North Kesteven. Leży 30 km na południowy wschód od Lincoln i 167 km na północ od Londynu.